# Élections municipales de 2026 dans le Val-de-Marne
Pour un article plus général, voir Élections municipales françaises de 2026.
Les élections municipales dans le Val-de-Marne sont prévues en mars 2026. Cette page traite de toutes les communes du Val-de-Marne.

## Résultats à l'échelle du département

### Maires sortants et maires élus
| Commune                  | Population (en 2022) | Maire sortant(e)         | Parti | Parti | Maire élu(e) | Parti | Parti |
| ------------------------ | -------------------- | ------------------------ | ----- | ----- | ------------ | ----- | ----- |
| Ablon-sur-Seine          | 6 029                | Éric Grillon             |       | LR    |              |       |       |
| Alfortville              | 45 569               | Luc Carvounas            |       | PS    |              |       |       |
| Arcueil                  | 21 868               | Christian Métairie       |       | LÉ    |              |       |       |
| Boissy-Saint-Léger       | 17 335               | Régis Charbonnier        |       | PS    |              |       |       |
| Bonneuil-sur-Marne       | 18 340               | Denis Öztorun            |       | PCF   |              |       |       |
| Bry-sur-Marne            | 18 095               | Charles Aslangul         |       | LR    |              |       |       |
| Cachan                   | 30 526               | Hélène de Comarmond      |       | PS    |              |       |       |
| Champigny-sur-Marne      | 78 367               | Laurent Jeanne           |       | SL    |              |       |       |
| Charenton-le-Pont        | 28 756               | Hervé Gicquel            |       | LR    |              |       |       |
| Chennevières-sur-Marne   | 18 295               | Jean-Pierre Barnaud      |       | UDI   |              |       |       |
| Chevilly-Larue           | 19 813               | Stéphanie Daumin         |       | PCF   |              |       |       |
| Choisy-le-Roi            | 46 122               | Tonino Panetta           |       | LR    |              |       |       |
| Créteil                  | 92 859               | Laurent Cathala          |       | PS    |              |       |       |
| Fontenay-sous-Bois       | 52 646               | Jean-Philippe Gautrais   |       | PCF   |              |       |       |
| Fresnes                  | 29 298               | Marie Chavanon           |       | PS    |              |       |       |
| Gentilly                 | 18 883               | Fatah Aggoune            |       | PCF   |              |       |       |
| L'Haÿ-les-Roses          | 31 338               | Clément Decrouy          |       | LR-SL |              |       |       |
| Ivry-sur-Seine           | 64 526               | Philippe Bouyssou        |       | PCF   |              |       |       |
| Joinville-le-Pont        | 20 784               | Olivier Dosne            |       | LR    |              |       |       |
| Le Kremlin-Bicêtre       | 23 678               | Jean-François Delage     |       | PS    |              |       |       |
| Limeil-Brévannes         | 27 806               | Françoise Lecoufle       |       | LR    |              |       |       |
| Maisons-Alfort           | 57 422               | Mary-France Parrain      |       | LR    |              |       |       |
| Mandres-les-Roses        | 4 876                | Yves Thoreau             |       | DVD   |              |       |       |
| Marolles-en-Brie         | 4 685                | Alphonse Boye            |       | SE    |              |       |       |
| Nogent-sur-Marne         | 32 998               | Jacques J. P. Martin     |       | LR    |              |       |       |
| Noiseau                  | 4 619                | Yvan Femel               |       | LR    |              |       |       |
| Orly                     | 24 488               | Imène Souid-Ben Cheikh   |       | DVG   |              |       |       |
| Ormesson-sur-Marne       | 10 589               | Marie-Christine Ségui    |       | HOR   |              |       |       |
| Périgny                  | 2 744                | Arnaud Védie             |       | DVD   |              |       |       |
| Le Perreux-sur-Marne     | 34 654               | Christel Royer           |       | LR    |              |       |       |
| Le Plessis-Trévise       | 21 096               | Didier Dousset           |       | MoDem |              |       |       |
| La Queue-en-Brie         | 12 074               | Jean-Paul Faure-Soulet   |       | LR    |              |       |       |
| Rungis                   | 5 669                | Bruno Marcillaud         |       | DVD   |              |       |       |
| Saint-Mandé              | 21 223               | Julien Weil              |       | LR    |              |       |       |
| Saint-Maur-des-Fossés    | 76 010               | Pierre-Michel Delecroix  |       | LR    |              |       |       |
| Saint-Maurice            | 14 411               | Igor Sémo                |       | LR    |              |       |       |
| Santeny                  | 3 958                | Vincent Bedu             |       | UDI   |              |       |       |
| Sucy-en-Brie             | 27 593               | Olivier Trayaux          |       | LR    |              |       |       |
| Thiais                   | 32 006               | Richard Dell'Agnola      |       | LR    |              |       |       |
| Valenton                 | 14 453               | Metin Yavuz              |       | LR    |              |       |       |
| Villecresnes             | 11 650               | Patrick Farcy            |       | UDI   |              |       |       |
| Villejuif                | 58 142               | Pierre Garzon            |       | PCF   |              |       |       |
| Villeneuve-le-Roi        | 20 871               | Didier Gonzales          |       | LR    |              |       |       |
| Villeneuve-Saint-Georges | 36 170               | Kristell Niasme          |       | LR    |              |       |       |
| Villiers-sur-Marne       | 32 547               | Jacques-Alain Bénisti    |       | LR    |              |       |       |
| Vincennes                | 48 368               | Charlotte Libert-Albanel |       | UDI   |              |       |       |
| Vitry-sur-Seine          | 95 282               | Pierre Bell-Lloch        |       | PCF   |              |       |       |

### Résultats en nombre de maires
| Partis       | Partis                               | Maires sortants | Maires élus | Évolution |
| ------------ | ------------------------------------ | --------------- | ----------- | --------- |
|              | Les Républicains                     | 20              |             |           |
|              | Divers droite                        | 3               |             |           |
|              | Les Républicains-Soyons libres       | 1               |             |           |
|              | Soyons libres                        | 1               |             |           |
| Total droite | Total droite                         | 25              |             |           |
|              | Parti communiste français            | 7               |             |           |
|              | Parti socialiste                     | 6               |             |           |
|              | Divers gauche                        | 1               |             |           |
|              | Les Écologistes                      | 1               |             |           |
| Total gauche | Total gauche                         | 15              |             |           |
|              | Union des démocrates et indépendants | 4               |             |           |
|              | Horizons                             | 1               |             |           |
|              | Mouvement démocrate                  | 1               |             |           |
| Total centre | Total centre                         | 6               |             |           |
|              | Sans étiquette                       | 1               |             |           |
| Total        | Total                                | 47              | 47          | -         |

## Résultats par communes

### Ablon-sur-Seine
- Maire sortant : Éric Grillon (LR)
- 29 sièges à pourvoir au conseil municipal (population légale 2022 : 6 029 habitants)
- 1 siège à pourvoir au conseil communautaire (Métropole du Grand Paris)
- Pour mémoire, 1 siège à pourvoir au conseil de territoire (EPT Grand-Orly Seine Bièvre)

| Tête de liste | Tête de liste | Parti(s) | Nuance | Premier tour | Premier tour | Second tour | Second tour | Sièges | Sièges |
| Tête de liste | Tête de liste | Parti(s) | Nuance | Voix         | %            | Voix        | %           | CM     | CC     |
| ------------- | ------------- | -------- | ------ | ------------ | ------------ | ----------- | ----------- | ------ | ------ |

### Alfortville
- Maire sortant : Luc Carvounas (PS)
- 43 sièges à pourvoir au conseil municipal (population légale 2022 : 45 569 habitants)
- 1 siège à pourvoir au conseil communautaire (Métropole du Grand Paris)
- Pour mémoire, 11 sièges à pourvoir au conseil de territoire (EPT Grand Paris Sud Est Avenir)

| Tête de liste | Tête de liste | Parti(s) | Nuance | Premier tour | Premier tour | Second tour | Second tour | Sièges | Sièges |
| Tête de liste | Tête de liste | Parti(s) | Nuance | Voix         | %            | Voix        | %           | CM     | CC     |
| ------------- | ------------- | -------- | ------ | ------------ | ------------ | ----------- | ----------- | ------ | ------ |

### Arcueil
- Maire sortant : Christian Métairie (LÉ)
- 35 sièges à pourvoir au conseil municipal (population légale 2022 : 21 868 habitants)
- 1 siège à pourvoir au conseil communautaire (Métropole du Grand Paris)
- Pour mémoire, 3 sièges à pourvoir au conseil de territoire (EPT Grand-Orly Seine Bièvre)

| Tête de liste | Tête de liste | Parti(s) | Nuance | Premier tour | Premier tour | Second tour | Second tour | Sièges | Sièges |
| Tête de liste | Tête de liste | Parti(s) | Nuance | Voix         | %            | Voix        | %           | CM     | CC     |
| ------------- | ------------- | -------- | ------ | ------------ | ------------ | ----------- | ----------- | ------ | ------ |

### Boissy-Saint-Léger
- Maire sortant : Régis Charbonnier (PS)
- 33 sièges à pourvoir au conseil municipal (population légale 2022 : 17 335 habitants)
- 1 siège à pourvoir au conseil communautaire (Métropole du Grand Paris)
- Pour mémoire, 4 sièges à pourvoir au conseil de territoire (EPT Grand Paris Sud Est Avenir)

| Tête de liste | Tête de liste | Parti(s) | Nuance | Premier tour | Premier tour | Second tour | Second tour | Sièges | Sièges |
| Tête de liste | Tête de liste | Parti(s) | Nuance | Voix         | %            | Voix        | %           | CM     | CC     |
| ------------- | ------------- | -------- | ------ | ------------ | ------------ | ----------- | ----------- | ------ | ------ |

### Bonneuil-sur-Marne
- Maire sortant : Denis Öztorun (PCF)
- 33 sièges à pourvoir au conseil municipal (population légale 2022 : 18 340 habitants)
- 1 siège à pourvoir au conseil communautaire (Métropole du Grand Paris)
- Pour mémoire, 4 sièges à pourvoir au conseil de territoire (EPT Grand Paris Sud Est Avenir)

| Tête de liste            | Tête de liste  | Parti(s) | Nuance | Premier tour | Premier tour | Second tour | Second tour | Sièges | Sièges |
| Tête de liste            | Tête de liste  | Parti(s) | Nuance | Voix         | %            | Voix        | %           | CM     | CC     |
| ------------------------ | -------------- | -------- | ------ | ------------ | ------------ | ----------- | ----------- | ------ | ------ |
|                          | Denis Öztorun, | PCF      |        |              |              |             |             |        |        |
|                          |                |          |        |              |              |             |             |        |        |
| Exprimés                 |                |          |        |              |              |             |             |        |        |
| Votes blancs             |                |          |        |              |              |             |             |        |        |
| Votes nuls               |                |          |        |              |              |             |             |        |        |
| Total                    | Total          | Total    | Total  |              | 100          |             | 100         | 33     | 1      |
| Absentions               |                |          |        |              |              |             |             |        |        |
| Inscrits / participation |                |          |        |              |              |             |             |        |        |

### Bry-sur-Marne
- Maire sortant : Charles Aslangul (LR)
- 33 sièges à pourvoir au conseil municipal (population légale 2022 : 18 095 habitants)
- 1 siège à pourvoir au conseil communautaire (Métropole du Grand Paris)
- Pour mémoire, 3 sièges à pourvoir au conseil de territoire (EPT Paris-Est-Marne et Bois)

| Tête de liste | Tête de liste | Parti(s) | Nuance | Premier tour | Premier tour | Second tour | Second tour | Sièges | Sièges |
| Tête de liste | Tête de liste | Parti(s) | Nuance | Voix         | %            | Voix        | %           | CM     | CC     |
| ------------- | ------------- | -------- | ------ | ------------ | ------------ | ----------- | ----------- | ------ | ------ |

### Cachan
- Maire sortante : Hélène de Comarmond (PS)
- 39 sièges à pourvoir au conseil municipal (population légale 2022 : 30 526 habitants)
- 1 siège à pourvoir au conseil communautaire (Métropole du Grand Paris)
- Pour mémoire, 3 sièges à pourvoir au conseil de territoire (EPT Grand-Orly Seine Bièvre)

| Tête de liste | Tête de liste | Parti(s) | Nuance | Premier tour | Premier tour | Second tour | Second tour | Sièges | Sièges |
| Tête de liste | Tête de liste | Parti(s) | Nuance | Voix         | %            | Voix        | %           | CM     | CC     |
| ------------- | ------------- | -------- | ------ | ------------ | ------------ | ----------- | ----------- | ------ | ------ |

### Champigny-sur-Marne
- Maire sortant : Laurent Jeanne (SL)
- 49 sièges à pourvoir au conseil municipal (population légale 2022 : 78 367 habitants)
- 2 sièges à pourvoir au conseil communautaire (Métropole du Grand Paris)
- Pour mémoire, 14 sièges à pourvoir au conseil de territoire (EPT Paris-Est-Marne et Bois)

| Tête de liste | Tête de liste | Parti(s) | Nuance | Premier tour | Premier tour | Second tour | Second tour | Sièges | Sièges |
| Tête de liste | Tête de liste | Parti(s) | Nuance | Voix         | %            | Voix        | %           | CM     | CC     |
| ------------- | ------------- | -------- | ------ | ------------ | ------------ | ----------- | ----------- | ------ | ------ |

### Charenton-le-Pont
- Maire sortant : Hervé Gicquel (LR)
- 35 sièges à pourvoir au conseil municipal (population légale 2022 : 28 756 habitants)
- 1 siège à pourvoir au conseil communautaire (Métropole du Grand Paris)
- Pour mémoire, 5 sièges à pourvoir au conseil de territoire (EPT Paris-Est-Marne et Bois)

| Tête de liste | Tête de liste | Parti(s) | Nuance | Premier tour | Premier tour | Second tour | Second tour | Sièges | Sièges |
| Tête de liste | Tête de liste | Parti(s) | Nuance | Voix         | %            | Voix        | %           | CM     | CC     |
| ------------- | ------------- | -------- | ------ | ------------ | ------------ | ----------- | ----------- | ------ | ------ |

### Chennevières-sur-Marne
- Maire sortant : Jean-Pierre Barnaud (UDI)
- 33 sièges à pourvoir au conseil municipal (population légale 2022 : 18 295 habitants)
- 1 siège à pourvoir au conseil communautaire (Métropole du Grand Paris)
- Pour mémoire, 4 sièges à pourvoir au conseil de territoire (EPT Grand Paris Sud Est Avenir)

| Tête de liste | Tête de liste | Parti(s) | Nuance | Premier tour | Premier tour | Second tour | Second tour | Sièges | Sièges |
| Tête de liste | Tête de liste | Parti(s) | Nuance | Voix         | %            | Voix        | %           | CM     | CC     |
| ------------- | ------------- | -------- | ------ | ------------ | ------------ | ----------- | ----------- | ------ | ------ |

### Chevilly-Larue
- Maire sortante : Stéphanie Daumin (PCF)
- 33 sièges à pourvoir au conseil municipal (population légale 2022 : 19 813 habitants)
- 1 siège à pourvoir au conseil communautaire (Métropole du Grand Paris)
- Pour mémoire, 3 sièges à pourvoir au conseil de territoire (EPT Grand-Orly Seine Bièvre)

| Tête de liste            | Tête de liste     | Parti(s) | Nuance | Premier tour | Premier tour | Second tour | Second tour | Sièges | Sièges |
| Tête de liste            | Tête de liste     | Parti(s) | Nuance | Voix         | %            | Voix        | %           | CM     | CC     |
| ------------------------ | ----------------- | -------- | ------ | ------------ | ------------ | ----------- | ----------- | ------ | ------ |
|                          | Stéphanie Daumin, | PCF      |        |              |              |             |             |        |        |
|                          |                   |          |        |              |              |             |             |        |        |
| Exprimés                 |                   |          |        |              |              |             |             |        |        |
| Votes blancs             |                   |          |        |              |              |             |             |        |        |
| Votes nuls               |                   |          |        |              |              |             |             |        |        |
| Total                    | Total             | Total    | Total  |              | 100          |             | 100         | 33     | 1      |
| Absentions               |                   |          |        |              |              |             |             |        |        |
| Inscrits / participation |                   |          |        |              |              |             |             |        |        |

### Choisy-le-Roi
- Maire sortant : Tonino Panetta (LR)
- 43 sièges à pourvoir au conseil municipal (population légale 2022 : 46 122 habitants)
- 1 siège à pourvoir au conseil communautaire (Métropole du Grand Paris)
- Pour mémoire, 7 sièges à pourvoir au conseil de territoire (EPT Grand-Orly Seine Bièvre)

| Tête de liste | Tête de liste | Parti(s) | Nuance | Premier tour | Premier tour | Second tour | Second tour | Sièges | Sièges |
| Tête de liste | Tête de liste | Parti(s) | Nuance | Voix         | %            | Voix        | %           | CM     | CC     |
| ------------- | ------------- | -------- | ------ | ------------ | ------------ | ----------- | ----------- | ------ | ------ |

### Créteil
- Maire sortant : Laurent Cathala (PS)
- 53 sièges à pourvoir au conseil municipal (population légale 2022 : 92 859 habitants)
- 2 sièges à pourvoir au conseil communautaire (Métropole du Grand Paris)
- Pour mémoire, 22 sièges à pourvoir au conseil de territoire (EPT Grand Paris Sud Est Avenir)

| Tête de liste | Tête de liste | Parti(s) | Nuance | Premier tour | Premier tour | Second tour | Second tour | Sièges | Sièges |
| Tête de liste | Tête de liste | Parti(s) | Nuance | Voix         | %            | Voix        | %           | CM     | CC     |
| ------------- | ------------- | -------- | ------ | ------------ | ------------ | ----------- | ----------- | ------ | ------ |

### Fontenay-sous-Bois
- Maire sortant : Jean-Philippe Gautrais (PCF)
- 45 sièges à pourvoir au conseil municipal (population légale 2022 : 52 646 habitants)
- 1 siège à pourvoir au conseil communautaire (Métropole du Grand Paris)
- Pour mémoire, 10 sièges à pourvoir au conseil de territoire (EPT Paris-Est-Marne et Bois)

| Tête de liste            | Tête de liste           | Parti(s) | Nuance | Premier tour | Premier tour | Second tour | Second tour | Sièges | Sièges |
| Tête de liste            | Tête de liste           | Parti(s) | Nuance | Voix         | %            | Voix        | %           | CM     | CC     |
| ------------------------ | ----------------------- | -------- | ------ | ------------ | ------------ | ----------- | ----------- | ------ | ------ |
|                          | Jean-Philippe Gautrais, | PCF      |        |              |              |             |             |        |        |
|                          |                         |          |        |              |              |             |             |        |        |
| Exprimés                 |                         |          |        |              |              |             |             |        |        |
| Votes blancs             |                         |          |        |              |              |             |             |        |        |
| Votes nuls               |                         |          |        |              |              |             |             |        |        |
| Total                    | Total                   | Total    | Total  |              | 100          |             | 100         | 45     | 1      |
| Absentions               |                         |          |        |              |              |             |             |        |        |
| Inscrits / participation |                         |          |        |              |              |             |             |        |        |

### Fresnes
- Maire sortante : Marie Chavanon (PS)
- 35 sièges à pourvoir au conseil municipal (population légale 2022 : 29 298 habitants)
- 1 siège à pourvoir au conseil communautaire (Métropole du Grand Paris)
- Pour mémoire, 4 sièges à pourvoir au conseil de territoire (EPT Grand-Orly Seine Bièvre)

| Tête de liste | Tête de liste | Parti(s) | Nuance | Premier tour | Premier tour | Second tour | Second tour | Sièges | Sièges |
| Tête de liste | Tête de liste | Parti(s) | Nuance | Voix         | %            | Voix        | %           | CM     | CC     |
| ------------- | ------------- | -------- | ------ | ------------ | ------------ | ----------- | ----------- | ------ | ------ |

### Gentilly
- Maire sortant : Fatah Aggoune (PCF)
- 33 sièges à pourvoir au conseil municipal (population légale 2022 : 18 883 habitants)
- 1 siège à pourvoir au conseil communautaire (Métropole du Grand Paris)
- Pour mémoire, 2 sièges à pourvoir au conseil de territoire (EPT Grand-Orly Seine Bièvre)

| Tête de liste            | Tête de liste  | Parti(s) | Nuance | Premier tour | Premier tour | Second tour | Second tour | Sièges | Sièges |
| Tête de liste            | Tête de liste  | Parti(s) | Nuance | Voix         | %            | Voix        | %           | CM     | CC     |
| ------------------------ | -------------- | -------- | ------ | ------------ | ------------ | ----------- | ----------- | ------ | ------ |
|                          | Fatah Aggoune, | PCF      |        |              |              |             |             |        |        |
|                          |                |          |        |              |              |             |             |        |        |
| Exprimés                 |                |          |        |              |              |             |             |        |        |
| Votes blancs             |                |          |        |              |              |             |             |        |        |
| Votes nuls               |                |          |        |              |              |             |             |        |        |
| Total                    | Total          | Total    | Total  |              | 100          |             | 100         | 33     | 1      |
| Absentions               |                |          |        |              |              |             |             |        |        |
| Inscrits / participation |                |          |        |              |              |             |             |        |        |

### L'Haÿ-les-Roses
- Maire sortant : Clément Decrouy (LR-SL)
- 39 sièges à pourvoir au conseil municipal (population légale 2022 : 31 338 habitants)
- 1 siège à pourvoir au conseil communautaire (Métropole du Grand Paris)
- Pour mémoire, 4 sièges à pourvoir au conseil de territoire (EPT Grand-Orly Seine Bièvre)

| Tête de liste | Tête de liste | Parti(s) | Nuance | Premier tour | Premier tour | Second tour | Second tour | Sièges | Sièges |
| Tête de liste | Tête de liste | Parti(s) | Nuance | Voix         | %            | Voix        | %           | CM     | CC     |
| ------------- | ------------- | -------- | ------ | ------------ | ------------ | ----------- | ----------- | ------ | ------ |

### Ivry-sur-Seine
- Maire sortant : Philippe Bouyssou (PCF)
- 49 sièges à pourvoir au conseil municipal (population légale 2022 : 64 526 habitants)
- 1 siège à pourvoir au conseil communautaire (Métropole du Grand Paris)
- Pour mémoire, 7 sièges à pourvoir au conseil de territoire (EPT Grand-Orly Seine Bièvre)

| Tête de liste            | Tête de liste      | Parti(s) | Nuance | Premier tour | Premier tour | Second tour | Second tour | Sièges | Sièges |
| Tête de liste            | Tête de liste      | Parti(s) | Nuance | Voix         | %            | Voix        | %           | CM     | CC     |
| ------------------------ | ------------------ | -------- | ------ | ------------ | ------------ | ----------- | ----------- | ------ | ------ |
|                          | Philippe Bouyssou, | PCF      |        |              |              |             |             |        |        |
|                          |                    |          |        |              |              |             |             |        |        |
| Exprimés                 |                    |          |        |              |              |             |             |        |        |
| Votes blancs             |                    |          |        |              |              |             |             |        |        |
| Votes nuls               |                    |          |        |              |              |             |             |        |        |
| Total                    | Total              | Total    | Total  |              | 100          |             | 100         | 49     | 1      |
| Absentions               |                    |          |        |              |              |             |             |        |        |
| Inscrits / participation |                    |          |        |              |              |             |             |        |        |

### Joinville-le-Pont
- Maire sortant : Olivier Dosne (LR), ne se représente pas[3].
- 35 sièges à pourvoir au conseil municipal (population légale 2022 : 20 784 habitants)
- 1 siège à pourvoir au conseil communautaire (Métropole du Grand Paris)
- Pour mémoire, 3 sièges à pourvoir au conseil de territoire (EPT Paris-Est-Marne et Bois)

| Tête de liste            | Tête de liste   | Parti(s)      | Nuance | Premier tour | Premier tour | Second tour | Second tour | Sièges | Sièges |
| Tête de liste            | Tête de liste   | Parti(s)      | Nuance | Voix         | %            | Voix        | %           | CM     | CC     |
| ------------------------ | --------------- | ------------- | ------ | ------------ | ------------ | ----------- | ----------- | ------ | ------ |
|                          | Agnès Astegiani | PCF-LÉ-PS-LFI |        |              |              |             |             |        |        |
|                          | Francis Sellam  | LR            |        |              |              |             |             |        |        |
|                          |                 |               |        |              |              |             |             |        |        |
| Exprimés                 |                 |               |        |              |              |             |             |        |        |
| Votes blancs             |                 |               |        |              |              |             |             |        |        |
| Votes nuls               |                 |               |        |              |              |             |             |        |        |
| Total                    | Total           | Total         | Total  |              | 100          |             | 100         | 35     | 1      |
| Absentions               |                 |               |        |              |              |             |             |        |        |
| Inscrits / participation |                 |               |        |              |              |             |             |        |        |

### Le Kremlin-Bicêtre
- Maire sortant : Jean-François Delage (PS)
- 35 sièges à pourvoir au conseil municipal (population légale 2022 : 23 678 habitants)
- 1 siège à pourvoir au conseil communautaire (Métropole du Grand Paris)
- Pour mémoire, 4 sièges à pourvoir au conseil de territoire (EPT Grand-Orly Seine Bièvre)

| Tête de liste | Tête de liste | Parti(s) | Nuance | Premier tour | Premier tour | Second tour | Second tour | Sièges | Sièges |
| Tête de liste | Tête de liste | Parti(s) | Nuance | Voix         | %            | Voix        | %           | CM     | CC     |
| ------------- | ------------- | -------- | ------ | ------------ | ------------ | ----------- | ----------- | ------ | ------ |

### Limeil-Brévannes
- Maire sortante : Françoise Lecoufle (LR)
- 35 sièges à pourvoir au conseil municipal (population légale 2022 : 27 806 habitants)
- 1 siège à pourvoir au conseil communautaire (Métropole du Grand Paris)
- Pour mémoire, 6 sièges à pourvoir au conseil de territoire (EPT Grand Paris Sud Est Avenir)

| Tête de liste | Tête de liste | Parti(s) | Nuance | Premier tour | Premier tour | Second tour | Second tour | Sièges | Sièges |
| Tête de liste | Tête de liste | Parti(s) | Nuance | Voix         | %            | Voix        | %           | CM     | CC     |
| ------------- | ------------- | -------- | ------ | ------------ | ------------ | ----------- | ----------- | ------ | ------ |

### Maisons-Alfort
- Maire sortante : Mary-France Parrain (LR)
- 45 sièges à pourvoir au conseil municipal (population légale 2022 : 57 422 habitants)
- 1 siège à pourvoir au conseil communautaire (Métropole du Grand Paris)
- Pour mémoire, 10 sièges à pourvoir au conseil de territoire (EPT Paris-Est-Marne et Bois)

| Tête de liste | Tête de liste | Parti(s) | Nuance | Premier tour | Premier tour | Second tour | Second tour | Sièges | Sièges |
| Tête de liste | Tête de liste | Parti(s) | Nuance | Voix         | %            | Voix        | %           | CM     | CC     |
| ------------- | ------------- | -------- | ------ | ------------ | ------------ | ----------- | ----------- | ------ | ------ |

### Mandres-les-Roses
- Maire sortant : Yves Thoreau (DVD)
- 27 sièges à pourvoir au conseil municipal (population légale 2022 : 4 876 habitants)
- 1 siège à pourvoir au conseil communautaire (Métropole du Grand Paris)
- Pour mémoire, 1 siège à pourvoir au conseil de territoire (EPT Grand Paris Sud Est Avenir)

| Tête de liste | Tête de liste | Parti(s) | Nuance | Premier tour | Premier tour | Second tour | Second tour | Sièges | Sièges |
| Tête de liste | Tête de liste | Parti(s) | Nuance | Voix         | %            | Voix        | %           | CM     | CC     |
| ------------- | ------------- | -------- | ------ | ------------ | ------------ | ----------- | ----------- | ------ | ------ |

### Marolles-en-Brie
- Maire sortant : Alphonse Boye (SE)
- 27 sièges à pourvoir au conseil municipal (population légale 2022 : 4 685 habitants)
- 1 siège à pourvoir au conseil communautaire (Métropole du Grand Paris)
- Pour mémoire, 1 siège à pourvoir au conseil de territoire (EPT Grand Paris Sud Est Avenir)

| Tête de liste | Tête de liste | Parti(s) | Nuance | Premier tour | Premier tour | Second tour | Second tour | Sièges | Sièges |
| Tête de liste | Tête de liste | Parti(s) | Nuance | Voix         | %            | Voix        | %           | CM     | CC     |
| ------------- | ------------- | -------- | ------ | ------------ | ------------ | ----------- | ----------- | ------ | ------ |

### Nogent-sur-Marne
- Maire sortant : Jacques J. P. Martin (LR)
- 39 sièges à pourvoir au conseil municipal (population légale 2022 : 32 998 habitants)
- 1 siège à pourvoir au conseil communautaire (Métropole du Grand Paris)
- Pour mémoire, 5 sièges à pourvoir au conseil de territoire (EPT Paris-Est-Marne et Bois)

| Tête de liste | Tête de liste | Parti(s) | Nuance | Premier tour | Premier tour | Second tour | Second tour | Sièges | Sièges |
| Tête de liste | Tête de liste | Parti(s) | Nuance | Voix         | %            | Voix        | %           | CM     | CC     |
| ------------- | ------------- | -------- | ------ | ------------ | ------------ | ----------- | ----------- | ------ | ------ |

### Noiseau
- Maire sortant : Yvan Femel (LR)
- 27 sièges à pourvoir au conseil municipal (population légale 2022 : 4 619 habitants)
- 1 siège à pourvoir au conseil communautaire (Métropole du Grand Paris)
- Pour mémoire, 1 siège à pourvoir au conseil de territoire (EPT Grand Paris Sud Est Avenir)

| Tête de liste | Tête de liste | Parti(s) | Nuance | Premier tour | Premier tour | Second tour | Second tour | Sièges | Sièges |
| Tête de liste | Tête de liste | Parti(s) | Nuance | Voix         | %            | Voix        | %           | CM     | CC     |
| ------------- | ------------- | -------- | ------ | ------------ | ------------ | ----------- | ----------- | ------ | ------ |

### Orly
- Maire sortante : Imène Souid-Ben Cheikh (DVG)
- 35 sièges à pourvoir au conseil municipal (population légale 2022 : 24 488 habitants)
- 1 siège à pourvoir au conseil communautaire (Métropole du Grand Paris)
- Pour mémoire, 3 sièges à pourvoir au conseil de territoire (EPT Grand-Orly Seine Bièvre)

| Tête de liste | Tête de liste | Parti(s) | Nuance | Premier tour | Premier tour | Second tour | Second tour | Sièges | Sièges |
| Tête de liste | Tête de liste | Parti(s) | Nuance | Voix         | %            | Voix        | %           | CM     | CC     |
| ------------- | ------------- | -------- | ------ | ------------ | ------------ | ----------- | ----------- | ------ | ------ |

### Ormesson-sur-Marne
- Maire sortante : Marie-Christine Ségui (HOR)
- 33 sièges à pourvoir au conseil municipal (population légale 2022 : 10 589 habitants)
- 1 siège à pourvoir au conseil communautaire (Métropole du Grand Paris)
- Pour mémoire, 2 sièges à pourvoir au conseil de territoire (EPT Grand Paris Sud Est Avenir)

| Tête de liste | Tête de liste | Parti(s) | Nuance | Premier tour | Premier tour | Second tour | Second tour | Sièges | Sièges |
| Tête de liste | Tête de liste | Parti(s) | Nuance | Voix         | %            | Voix        | %           | CM     | CC     |
| ------------- | ------------- | -------- | ------ | ------------ | ------------ | ----------- | ----------- | ------ | ------ |

### Périgny
- Maire sortant : Arnaud Védie (DVD)
- 23 sièges à pourvoir au conseil municipal (population légale 2022 : 2 744 habitants)
- 1 siège à pourvoir au conseil communautaire (Métropole du Grand Paris)
- Pour mémoire, 1 siège à pourvoir au conseil de territoire (EPT Grand Paris Sud Est Avenir)

| Tête de liste | Tête de liste | Parti(s) | Nuance | Premier tour | Premier tour | Second tour | Second tour | Sièges | Sièges |
| Tête de liste | Tête de liste | Parti(s) | Nuance | Voix         | %            | Voix        | %           | CM     | CC     |
| ------------- | ------------- | -------- | ------ | ------------ | ------------ | ----------- | ----------- | ------ | ------ |

### Le Perreux-sur-Marne
- Maire sortante : Christel Royer (LR)
- 39 sièges à pourvoir au conseil municipal (population légale 2022 : 34 654 habitants)
- 1 siège à pourvoir au conseil communautaire (Métropole du Grand Paris)
- Pour mémoire, 6 sièges à pourvoir au conseil de territoire (EPT Paris-Est-Marne et Bois)

| Tête de liste | Tête de liste | Parti(s) | Nuance | Premier tour | Premier tour | Second tour | Second tour | Sièges | Sièges |
| Tête de liste | Tête de liste | Parti(s) | Nuance | Voix         | %            | Voix        | %           | CM     | CC     |
| ------------- | ------------- | -------- | ------ | ------------ | ------------ | ----------- | ----------- | ------ | ------ |

### Le Plessis-Trévise
- Maire sortant : Didier Dousset (MoDem)
- 35 sièges à pourvoir au conseil municipal (population légale 2022 : 21 096 habitants)
- 1 siège à pourvoir au conseil communautaire (Métropole du Grand Paris)
- Pour mémoire, 5 sièges à pourvoir au conseil de territoire (EPT Grand Paris Sud Est Avenir)

| Tête de liste | Tête de liste | Parti(s) | Nuance | Premier tour | Premier tour | Second tour | Second tour | Sièges | Sièges |
| Tête de liste | Tête de liste | Parti(s) | Nuance | Voix         | %            | Voix        | %           | CM     | CC     |
| ------------- | ------------- | -------- | ------ | ------------ | ------------ | ----------- | ----------- | ------ | ------ |

### La Queue-en-Brie
- Maire sortant : Jean-Paul Faure-Soulet (LR)
- 33 sièges à pourvoir au conseil municipal (population légale 2022 : 12 074 habitants)
- 1 siège à pourvoir au conseil communautaire (Métropole du Grand Paris)
- Pour mémoire, 3 sièges à pourvoir au conseil de territoire (EPT Grand Paris Sud Est Avenir)

| Tête de liste | Tête de liste | Parti(s) | Nuance | Premier tour | Premier tour | Second tour | Second tour | Sièges | Sièges |
| Tête de liste | Tête de liste | Parti(s) | Nuance | Voix         | %            | Voix        | %           | CM     | CC     |
| ------------- | ------------- | -------- | ------ | ------------ | ------------ | ----------- | ----------- | ------ | ------ |

### Rungis
- Maire sortant : Bruno Marcillaud (DVD)
- 29 sièges à pourvoir au conseil municipal (population légale 2022 : 5 669 habitants)
- 1 siège à pourvoir au conseil communautaire (Métropole du Grand Paris)
- Pour mémoire, 1 siège à pourvoir au conseil de territoire (EPT Grand-Orly Seine Bièvre)

| Tête de liste | Tête de liste | Parti(s) | Nuance | Premier tour | Premier tour | Second tour | Second tour | Sièges | Sièges |
| Tête de liste | Tête de liste | Parti(s) | Nuance | Voix         | %            | Voix        | %           | CM     | CC     |
| ------------- | ------------- | -------- | ------ | ------------ | ------------ | ----------- | ----------- | ------ | ------ |

### Saint-Mandé
- Maire sortant : Julien Weil (LR)
- 35 sièges à pourvoir au conseil municipal (population légale 2022 : 21 223 habitants)
- 1 siège à pourvoir au conseil communautaire (Métropole du Grand Paris)
- Pour mémoire, 4 sièges à pourvoir au conseil de territoire (EPT Paris-Est-Marne et Bois)

| Tête de liste | Tête de liste | Parti(s) | Nuance | Premier tour | Premier tour | Second tour | Second tour | Sièges | Sièges |
| Tête de liste | Tête de liste | Parti(s) | Nuance | Voix         | %            | Voix        | %           | CM     | CC     |
| ------------- | ------------- | -------- | ------ | ------------ | ------------ | ----------- | ----------- | ------ | ------ |

### Saint-Maur-des-Fossés
- Maire sortant : Pierre-Michel Delecroix (LR)
- 49 sièges à pourvoir au conseil municipal (population légale 2022 : 76 010 habitants)
- 2 sièges à pourvoir au conseil communautaire (Métropole du Grand Paris)
- Pour mémoire, 14 sièges à pourvoir au conseil de territoire (EPT Paris-Est-Marne et Bois)

| Tête de liste | Tête de liste | Parti(s) | Nuance | Premier tour | Premier tour | Second tour | Second tour | Sièges | Sièges |
| Tête de liste | Tête de liste | Parti(s) | Nuance | Voix         | %            | Voix        | %           | CM     | CC     |
| ------------- | ------------- | -------- | ------ | ------------ | ------------ | ----------- | ----------- | ------ | ------ |

### Saint-Maurice
- Maire sortant : Igor Sémo (LR)
- 33 sièges à pourvoir au conseil municipal (population légale 2022 : 14 411 habitants)
- 1 siège à pourvoir au conseil communautaire (Métropole du Grand Paris)
- Pour mémoire, 2 sièges à pourvoir au conseil de territoire (EPT Paris-Est-Marne et Bois)

| Tête de liste | Tête de liste | Parti(s) | Nuance | Premier tour | Premier tour | Second tour | Second tour | Sièges | Sièges |
| Tête de liste | Tête de liste | Parti(s) | Nuance | Voix         | %            | Voix        | %           | CM     | CC     |
| ------------- | ------------- | -------- | ------ | ------------ | ------------ | ----------- | ----------- | ------ | ------ |

### Santeny
- Maire sortant : Vincent Bedu (UDI)
- 27 sièges à pourvoir au conseil municipal (population légale 2022 : 3 958 habitants)
- 1 siège à pourvoir au conseil communautaire (Métropole du Grand Paris)
- Pour mémoire, 1 siège à pourvoir au conseil de territoire (EPT Grand Paris Sud Est Avenir)

| Tête de liste | Tête de liste | Parti(s) | Nuance | Premier tour | Premier tour | Second tour | Second tour | Sièges | Sièges |
| Tête de liste | Tête de liste | Parti(s) | Nuance | Voix         | %            | Voix        | %           | CM     | CC     |
| ------------- | ------------- | -------- | ------ | ------------ | ------------ | ----------- | ----------- | ------ | ------ |

### Sucy-en-Brie
- Maire sortant : Olivier Trayaux (LR)
- 35 sièges à pourvoir au conseil municipal (population légale 2022 : 27 593 habitants)
- 1 siège à pourvoir au conseil communautaire (Métropole du Grand Paris)
- Pour mémoire, 5 sièges à pourvoir au conseil de territoire (EPT Grand Paris Sud Est Avenir)

| Tête de liste | Tête de liste | Parti(s) | Nuance | Premier tour | Premier tour | Second tour | Second tour | Sièges | Sièges |
| Tête de liste | Tête de liste | Parti(s) | Nuance | Voix         | %            | Voix        | %           | CM     | CC     |
| ------------- | ------------- | -------- | ------ | ------------ | ------------ | ----------- | ----------- | ------ | ------ |

### Thiais
- Maire sortant : Richard Dell'Agnola (LR)
- 39 sièges à pourvoir au conseil municipal (population légale 2022 : 32 006 habitants)
- 1 siège à pourvoir au conseil communautaire (Métropole du Grand Paris)
- Pour mémoire, 4 sièges à pourvoir au conseil de territoire (EPT Grand-Orly Seine Bièvre)

| Tête de liste | Tête de liste | Parti(s) | Nuance | Premier tour | Premier tour | Second tour | Second tour | Sièges | Sièges |
| Tête de liste | Tête de liste | Parti(s) | Nuance | Voix         | %            | Voix        | %           | CM     | CC     |
| ------------- | ------------- | -------- | ------ | ------------ | ------------ | ----------- | ----------- | ------ | ------ |

### Valenton
- Maire sortant : Metin Yavuz (LR)
- 33 sièges à pourvoir au conseil municipal (population légale 2022 : 14 453 habitants)
- 1 siège à pourvoir au conseil communautaire (Métropole du Grand Paris)
- Pour mémoire, 1 siège à pourvoir au conseil de territoire (EPT Grand-Orly Seine Bièvre)

| Tête de liste | Tête de liste | Parti(s) | Nuance | Premier tour | Premier tour | Second tour | Second tour | Sièges | Sièges |
| Tête de liste | Tête de liste | Parti(s) | Nuance | Voix         | %            | Voix        | %           | CM     | CC     |
| ------------- | ------------- | -------- | ------ | ------------ | ------------ | ----------- | ----------- | ------ | ------ |

### Villecresnes
- Maire sortant : Patrick Farcy (UDI)
- 33 sièges à pourvoir au conseil municipal (population légale 2022 : 11 650 habitants)
- 1 siège à pourvoir au conseil communautaire (Métropole du Grand Paris)
- Pour mémoire, 2 sièges à pourvoir au conseil de territoire (EPT Grand Paris Sud Est Avenir)

| Tête de liste | Tête de liste | Parti(s) | Nuance | Premier tour | Premier tour | Second tour | Second tour | Sièges | Sièges |
| Tête de liste | Tête de liste | Parti(s) | Nuance | Voix         | %            | Voix        | %           | CM     | CC     |
| ------------- | ------------- | -------- | ------ | ------------ | ------------ | ----------- | ----------- | ------ | ------ |

### Villejuif
- Maire sortant : Pierre Garzon (PCF)
- 45 sièges à pourvoir au conseil municipal (population légale 2022 : 58 142 habitants)
- 1 siège à pourvoir au conseil communautaire (Métropole du Grand Paris)
- Pour mémoire, 7 sièges à pourvoir au conseil de territoire (EPT Grand-Orly Seine Bièvre)

| Tête de liste            | Tête de liste  | Parti(s) | Nuance | Premier tour | Premier tour | Second tour | Second tour | Sièges | Sièges |
| Tête de liste            | Tête de liste  | Parti(s) | Nuance | Voix         | %            | Voix        | %           | CM     | CC     |
| ------------------------ | -------------- | -------- | ------ | ------------ | ------------ | ----------- | ----------- | ------ | ------ |
|                          | Pierre Garzon, | PCF      |        |              |              |             |             |        |        |
|                          |                |          |        |              |              |             |             |        |        |
| Exprimés                 |                |          |        |              |              |             |             |        |        |
| Votes blancs             |                |          |        |              |              |             |             |        |        |
| Votes nuls               |                |          |        |              |              |             |             |        |        |
| Total                    | Total          | Total    | Total  |              | 100          |             | 100         | 45     | 1      |
| Absentions               |                |          |        |              |              |             |             |        |        |
| Inscrits / participation |                |          |        |              |              |             |             |        |        |

### Villeneuve-le-Roi
- Maire sortant : Didier Gonzales (LR)
- 35 sièges à pourvoir au conseil municipal (population légale 2022 : 20 871 habitants)
- 1 siège à pourvoir au conseil communautaire (Métropole du Grand Paris)
- Pour mémoire, 3 sièges à pourvoir au conseil de territoire (EPT Grand-Orly Seine Bièvre)

| Tête de liste | Tête de liste | Parti(s) | Nuance | Premier tour | Premier tour | Second tour | Second tour | Sièges | Sièges |
| Tête de liste | Tête de liste | Parti(s) | Nuance | Voix         | %            | Voix        | %           | CM     | CC     |
| ------------- | ------------- | -------- | ------ | ------------ | ------------ | ----------- | ----------- | ------ | ------ |

### Villeneuve-Saint-Georges
- Maire sortant : Kristell Niasme (LR)
- 39 sièges à pourvoir au conseil municipal (population légale 2022 : 36 170 habitants)
- 1 siège à pourvoir au conseil communautaire (Métropole du Grand Paris)
- Pour mémoire, 5 sièges à pourvoir au conseil de territoire (EPT Grand-Orly Seine Bièvre)

| Tête de liste | Tête de liste | Parti(s) | Nuance | Premier tour | Premier tour | Second tour | Second tour | Sièges | Sièges |
| Tête de liste | Tête de liste | Parti(s) | Nuance | Voix         | %            | Voix        | %           | CM     | CC     |
| ------------- | ------------- | -------- | ------ | ------------ | ------------ | ----------- | ----------- | ------ | ------ |

### Villiers-sur-Marne
- Maire sortant : Jacques-Alain Bénisti (LR)
- 39 sièges à pourvoir au conseil municipal (population légale 2022 : 32 547 habitants)
- 1 siège à pourvoir au conseil communautaire (Métropole du Grand Paris)
- Pour mémoire, 5 sièges à pourvoir au conseil de territoire (EPT Paris-Est-Marne et Bois)

| Tête de liste | Tête de liste | Parti(s) | Nuance | Premier tour | Premier tour | Second tour | Second tour | Sièges | Sièges |
| Tête de liste | Tête de liste | Parti(s) | Nuance | Voix         | %            | Voix        | %           | CM     | CC     |
| ------------- | ------------- | -------- | ------ | ------------ | ------------ | ----------- | ----------- | ------ | ------ |

### Vincennes
- Maire sortante : Charlotte Libert-Albanel (UDI)
- 43 sièges à pourvoir au conseil municipal (population légale 2022 : 48 368 habitants)
- 1 siège à pourvoir au conseil communautaire (Métropole du Grand Paris)
- Pour mémoire, 9 sièges à pourvoir au conseil de territoire (EPT Paris-Est-Marne et Bois)

| Tête de liste | Tête de liste | Parti(s) | Nuance | Premier tour | Premier tour | Second tour | Second tour | Sièges | Sièges |
| Tête de liste | Tête de liste | Parti(s) | Nuance | Voix         | %            | Voix        | %           | CM     | CC     |
| ------------- | ------------- | -------- | ------ | ------------ | ------------ | ----------- | ----------- | ------ | ------ |

### Vitry-sur-Seine
- Maire sortant : Pierre Bell-Lloch (PCF)
- 53 sièges à pourvoir au conseil municipal (population légale 2022 : 95 282 habitants)
- 2 siège à pourvoir au conseil communautaire (Métropole du Grand Paris)
- Pour mémoire, 14 sièges à pourvoir au conseil de territoire (EPT Grand-Orly Seine Bièvre)

| Tête de liste            | Tête de liste      | Parti(s) | Nuance | Premier tour | Premier tour | Second tour | Second tour | Sièges | Sièges |
| Tête de liste            | Tête de liste      | Parti(s) | Nuance | Voix         | %            | Voix        | %           | CM     | CC     |
| ------------------------ | ------------------ | -------- | ------ | ------------ | ------------ | ----------- | ----------- | ------ | ------ |
|                          | Pierre Bell-Lloch, | PCF      |        |              |              |             |             |        |        |
|                          |                    |          |        |              |              |             |             |        |        |
| Exprimés                 |                    |          |        |              |              |             |             |        |        |
| Votes blancs             |                    |          |        |              |              |             |             |        |        |
| Votes nuls               |                    |          |        |              |              |             |             |        |        |
| Total                    | Total              | Total    | Total  |              | 100          |             | 100         | 53     | 2      |
| Absentions               |                    |          |        |              |              |             |             |        |        |
| Inscrits / participation |                    |          |        |              |              |             |             |        |        |